# شریک مشکوک
شریک مشکوک (انگلیسی: Suspicious Partner; کره‌ای: 수상한 파트너) یک مجموعهٔ تلویزیونی کره جنوبی سال ۲۰۱۷ با بازی جی چانگ ووک و نام جی هیون در کنار چوی ته جون و کوان نارا است. این مجموعه از ۱۰ مه تا ۱۳ ژوئیه ۲۰۱۷، روزهای چهارشنبه و پنجشنبه ساعت ۲۲:۰۰ (کی‌اس‌تی) از اس‌بی‌اس پخش شد.

## بازیگران

### اصلی
- جی چانگ ووک در نقش نو جی ووک[۷]
  - سون سانگ یون در نقش جوانی جی ووک
- نام جی هیون در نقش اون بونگ هی
  - چوی میونگ بین در نقش جوانی بونگ هی
- چوی ته جون در نقش جی اون هیوک[۸]
  - کوان بین در نقش جوانی اون هیوک
- کوان نارا در نقش چا یو جونگ[۹]

## تولید
عنوان‌های کاری اولیهٔ این مجموعه، مواظب این زن باش و عشق مشکوک بود. اولین جلسه فیلم‌نامه خوانی در ۴ آوریل ۲۰۱۷ در مرکز تولیدی ایلسان اس‌بی‌اس در تانهیون، کره جنوبی انجام شد.
بازیگران نقش اصلی، جی چانگ ووک و نام جی هیون قبلاً در بک دونگ سو دلاور سال ۲۰۱۱ همبازی بودند.